# Miss International Queen
Miss International Queen é um concurso de beleza voltado para mulheres Transgénero de diversas partes do mundo. Realizado na Tailândia desde 2004, o certame tem como missão a conscientização e a promoção de igualdade entre homens e mulheres LGBT e transgêneros, tanto na sociedade como no mercado de trabalho, enquanto todos os lucros monetários do show são doados para a Royal Charity AIDS Foundation of Thailand, o qual a vencedora vira embaixadora durante seu reinado.

## Vencedoras
Todas as candidatas eleitas no concurso:
| Ano  | País           | Vencedora             | Cidade Natal  | Local do Evento               | R      |
| 2004 | Tailândia      | Tree Petcharat        | Phang Nga     | Pattaya, Chon Buri, Tailândia | —      |
| 2005 | Estados Unidos | Mimi Marks            | Waterloo      | Pattaya, Chon Buri, Tailândia | [ 1 ]  |
| 2006 | México         | Erica Andrews †       | Allende       | Pattaya, Chon Buri, Tailândia | [ 2 ]  |
| 2007 | Tailândia      | Tanya Jirapatpakon    | Maha Sarakham | Pattaya, Chon Buri, Tailândia | [ 3 ]  |
| 2008 | 1              | 1                     | 1             | Pattaya, Chon Buri, Tailândia | —      |
| 2009 | Japão          | Ai Haruna             | Osaka         | Pattaya, Chon Buri, Tailândia | [ 4 ]  |
| 2010 | Coreia do Sul  | Mini Han              | Seul          | Pattaya, Chon Buri, Tailândia | [ 5 ]  |
| 2011 | Tailândia      | Sira Atthayakorn      | Chiang Mai    | Pattaya, Chon Buri, Tailândia | [ 6 ]  |
| 2012 | Filipinas      | Kevin Balot           | Matatalaib    | Pattaya, Chon Buri, Tailândia | [ 7 ]  |
| 2013 | Brasil         | Marcela Ohio          | Andradina     | Pattaya, Chon Buri, Tailândia | [ 8 ]  |
| 2014 | Venezuela      | Isabella Santiago     | Caracas       | Pattaya, Chon Buri, Tailândia | [ 9 ]  |
| 2015 | Filipinas      | Trixie Maristela      | Manila        | Pattaya, Chon Buri, Tailândia | [ 10 ] |
| 2016 | 2              | 2                     | 2             | Pattaya, Chon Buri, Tailândia | —      |
| 2017 | Tailândia      | Jira Sirimongkolnawin | Bancoque      | Pattaya, Chon Buri, Tailândia | [ 11 ] |
| 2018 | Vietnã         | Nguyễn Hương Giang    | Hanói         | Pattaya, Chon Buri, Tailândia | [ 12 ] |
| 2019 | Estados Unidos | Jazell Barbie Royale  | Orlando       | Pattaya, Chon Buri, Tailândia | [ 13 ] |
| 2020 | México         | Valentina Fluchaire   | Colima        | Pattaya, Chon Buri, Tailândia | [ 14 ] |
| 2022 | Filipinas      | Fuschia Anne Ravena   | Cebu City     | [ 15 ]                        |        |
| 2023 | Países Baixos  | Solange Dekker        | Amsterdã      | [ 16 ]                        |        |
| 2024 | Peru           | Catalina Marsano      | Lima          |                               | —      |

### Observações
1. O concurso de 2008 foi cancelado devido à conflitos político-terroristas na Tailândia.
2. O concurso de 2016 foi cancelado como respeito à morte do Rei Bhumibol Adulyadej.

## Títulos

### Por País

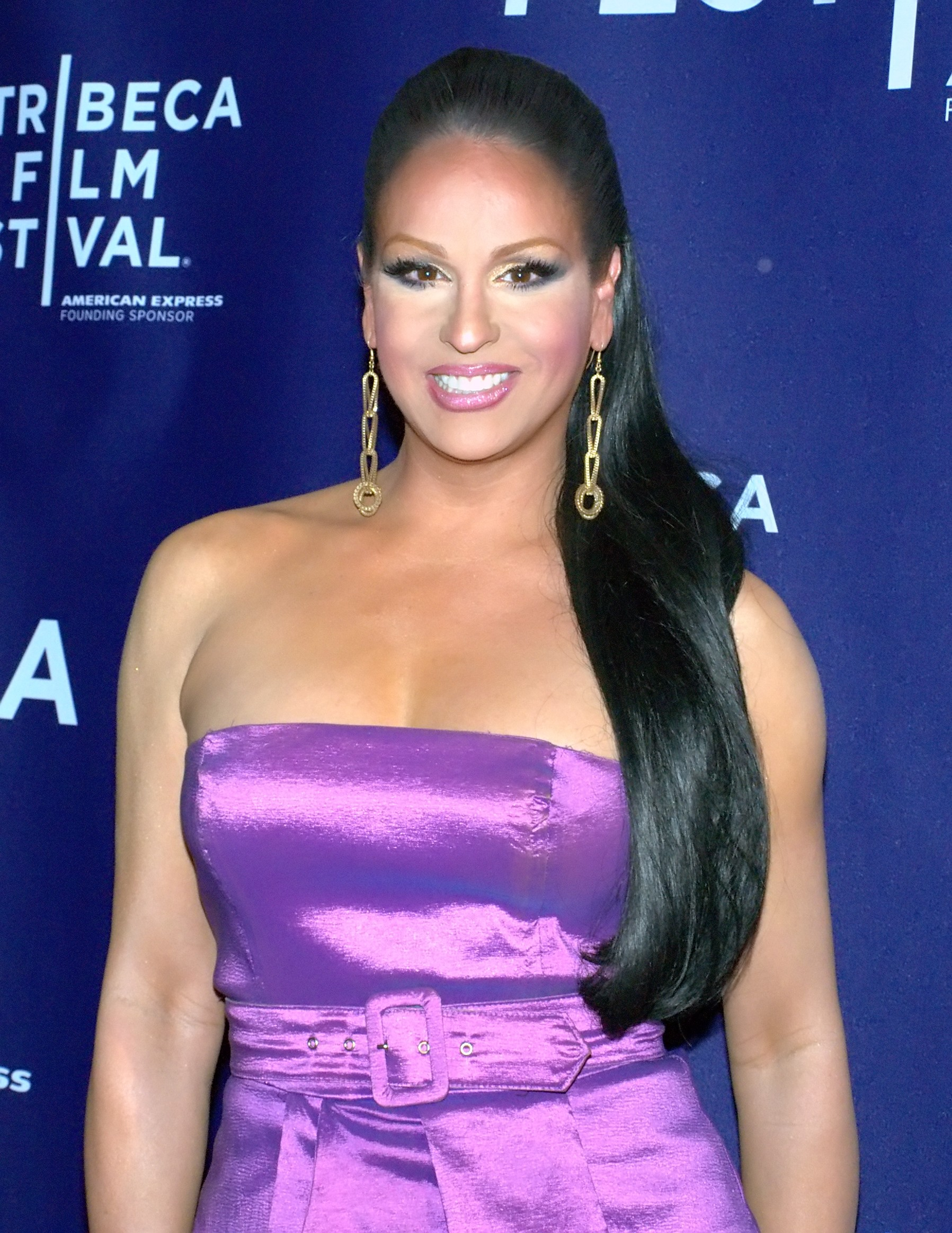
A já falecida Erica Salazar, conhecida pelo seu nome artístico Erica Andrews, eleita em 2006 representando o México.

| Qtde | País           | Vitórias               |
| 4    | Tailândia      | 2004, 2007, 2011, 2017 |
| 2    | México         | 2006, 2020             |
| 2    | Estados Unidos | 2005, 2019             |
| 2    | Filipinas      | 2012, 2015             |
| 1    | Peru           | 2024                   |
| 1    | Países Baixos  | 2023                   |
| 1    | Vietnã         | 2018                   |
| 1    | Venezuela      | 2014                   |
| 1    | Brasil         | 2013                   |
| 1    | Coreia do Sul  | 2010                   |
| 1    | Japão          | 2009                   |

### Por Continente
| Qtde | Continente | Última Vitória       |
| 9    | Ásia       | Vietnã (2018)        |
| 7    | Américas   | Peru (2024)          |
| 1    | Europa     | Países Baixos (2023) |
| 0    | África     |                      |
| 0    | Oceania    |                      |

## Representação Brasileira
Abaixo, constam as mulheres transgêneras brasileiras que disputaram a coroa em seus respectivos anos:
| Ano  | Título Nacional                      | Representante       | Origem                         | Colocação         |
| 2005 | Miss Brasil Gay 1997                 | Andressa Piovani    | Rio de Janeiro, Rio de Janeiro | Semifinalista     |
| 2007 | Miss Brasil Transexy 2002            | Aleika Barros       | Recife, Pernambuco             | 2º. Lugar         |
| 2009 | -                                    | Daniela Marques     | Bela Vista, Mato Grosso do Sul | 3º. Lugar         |
| 2010 | Miss Brasil Gay 2000                 | Michelly X          | São Paulo, São Paulo           |                   |
| 2011 | -                                    | Yasmin Dream        | João Pessoa, Paraíba           |                   |
| 2012 | -                                    | Jéssika Simões      | Rio de Janeiro, Rio de Janeiro | 2º. Lugar         |
| 2012 | -                                    | Bianca Gold         | São Paulo, São Paulo           | Semifinalista     |
| 2013 | Miss T Brasil 2012                   | Marcela Ohio        | Andradina, São Paulo           | Campeã            |
| 2013 | Vice-Miss T Brasil 2012              | Roberta Holanda     | Fortaleza, Ceará               | Semifinalista     |
| 2013 | -                                    | Verônica Haddad     | -                              |                   |
| 2014 | 3º. Lugar no Miss T Brasil 2012      | Rafaela Manfrini    | São Paulo, São Paulo           | Semifinalista     |
| 2014 | Miss T Brasil 2013                   | Raika Ferraz        | São Paulo, São Paulo           | Semifinalista     |
| 2014 | -                                    | Mariah Fernanda     | -                              |                   |
| 2015 | Miss T Brasil 2014                   | Valeska Dominik     | Belo Horizonte, Minas Gerais   | 2º. Lugar         |
| 2017 | Miss T Brasil 2015                   | Nathalie Oliveira   | Sumidouro, Rio de Janeiro      | 2º. Lugar         |
| 2017 | Miss Brasil T Universe 2013          | Lavine Holanda      | Fortaleza, Ceará               | Semifinalista     |
| 2018 | Miss T Brasil 2017                   | Izabele Coimbra     | Divinópolis, Minas Gerais      | Finalista         |
| 2019 | Miss Trans Star International 2016   | Rafaela Manfrini    | São Paulo, São Paulo           | Semifinalista     |
| 2021 | -                                    | PANDEMIA COVID 19   | PANDEMIA COVID 19              | PANDEMIA COVID 19 |
| 2022 | Miss Beleza Trans Brasil 2020        | Eloá Rodrigues      | São Gonçalo, Rio de Janeiro    |                   |
| 2023 | Miss International Queen Brasil 2023 | Isabella Santorinne | Belém, Pará                    |                   |
| 2024 | Miss International Queen Brasil 2024 | Jessy Lira          | São Paulo, São Paulo           | Top 12            |

### Prêmios Especiais
- Miss Fotogenia: Izabele Coimbra (2018)

- A Melhor em Traje de Gala: Rafaela Manfrini (2019)  ·  Lavine Holanda (2017)  ·  Marcela Ohio (2013)

- Melhor Traje Típico: Yasmin Dream (2011)